# Protogrid
 (juillet 2016).
Protogrid est une solution de développement d'applications intégrée pour le développement et pour les opérations de systèmes informatiques. Compris est un serveur informatique et un client. Le client est disponible pour navigateur web et i OS. Protogrid inclut une interface de développement, qui permet le développement d’application utilisant des méthodes rapides de développement d’application. Au back-end il y a des bases de dates NoSQL comme CouchDB. La logique métier peut être additionné avec Javascript.

## Objectifs de designs
Selon le site internet des programmeurs  les objectifs étaient
- développement rapide d’application: éviter la programmation de choses standard comme vue de tableau, boutons d’actions standards, menus etc.
- développement multiplateformes: chaque application Protogrid fonctionne comme elle est sur chaque plateforme soutenue par Protogrid. (à présent: plusieurs navigateur web et iOS)
- soutien multi-langues: chaque application Protogrid peut être traduite en quelques heures par une personne avec connaissances dans la langue de départ et dans la langue désirée.
- capacité de fonctionnement hors ligne: chaque application Protogrid doit être capable de fonctionner hors ligne sur un appareil mobile offrant le set complet de fonctions.

## Fonctionnalités
- Portabilité : les applications Protogrid doivent être portables pour tous les clients Protogrid sans effort additionnel de programmation.
- optimisation pour écran tactile : les applications Protogrid sont optimisées pour les écrans tactiles.
- soutien pour design adaptée : les applications Protogrid fonctionnent sur une gamme d’écrans, commençant par les smartphones, les tablettes et arrivant aux grandes écrans. Les lignes et colonnes se distribuent automatiquement.
- basé en informatique de nuage : le serveur informatique back-end de Protogrid réside dans une cloud publique ou privée
- applications compatible avec le web : chaque application Protogrid fonctionne dans un navigateur web comme application web.
- soutien multi-langues : aussi bien Protogrid que l’application Protogrid permettent le soutien a différentes langues
- soutien pour opérations hors ligne : une application Protogrid fonctionne même sans accès internet. Les données sont synchronisées dès qu’une connexion est possible.
- types de données soutenues : texte, date avec horaire, numéros, relations et tableaux référencent autres enregistrements.
- JSON API : une interface de programmation est provisionnée, qui donne accès lecture et écriture[3].

## Fonctionnalités imminentes
Des fonctionnalités additionnelles sont prévues dans un futur proche[évasif]. Cela inclus le support pour Android et un client de desktop native, autant qu’un Javasript Scriptlibraries côté client et des diagrammes qui donnent une vue d’ensemble des données.

## Technologies utilisées
- Python
- JavaScript
- Docker (logiciel)
- CouchDB